# 959 TCN
959 TCN là một năm trong lịch La Mã.